# Daryl Stuermer
Daryl Mark Stuermer est un guitariste américain né le 27 novembre 1952 à Milwaukee, Wisconsin. Après avoir joué avec Jean-Luc Ponty et George Duke, il est guitariste et bassiste pour Genesis en tournée, de 1977 à 1992, en 2007 et de 2021 à 2022, ainsi que guitariste pour Phil Collins en tournée et sur les albums studio de ce dernier. Il joue aussi sur des albums solos d'autres membres de Genesis dont Tony Banks et Mike Rutherford, ainsi que pour Frida, Philip Bailey et Joan Armatrading.

## Biographie
D'abord trompettiste étant enfant, Daryl Stuermer s'essaye à la guitare au début de son adolescence. Il est diplômé de la St Francis High School de Milwaukee.
Découvert avec son groupe local Sweetbottom, Daryl auditionne pour le violoniste de jazz Jean-Luc Ponty en 1975, avec qui il enregistre quatre albums.
À la fin de 1977, grâce à l'appui de sa candidature par Alphonso Johnson, Daryl est nommé comme remplaçant pour Steve Hackett qui vient de quitter Genesis. Il est engagé par le groupe comme guitariste et bassiste et conserve ce poste pour toutes les tournées mondiales entre 1978 et 1992  Ensuite, il participe aux concerts de reformation du groupe en 2007 sur la tournée Turn It On Again : The Tour.
En 1982, Daryl devient aussi le guitariste de la carrière de solo de Phil Collins. De cette manière, il passe de ce que Collins a appelé un « membre-temporaire-permanent-à-temps-partiel » de Genesis à « membre permanent de tournée et de studio » du nouveau groupe de Phil. La collaboration est fructueuse pour les deux musiciens et Daryl est crédité comme coauteur sur plusieurs des chansons de Phil pour lesquelles il a composé la musique, Only You Know And I Know, Doesn't Anybody Stay Together Anymore?, Something Happened on the Way to Heaven et The Least You Can Do,.

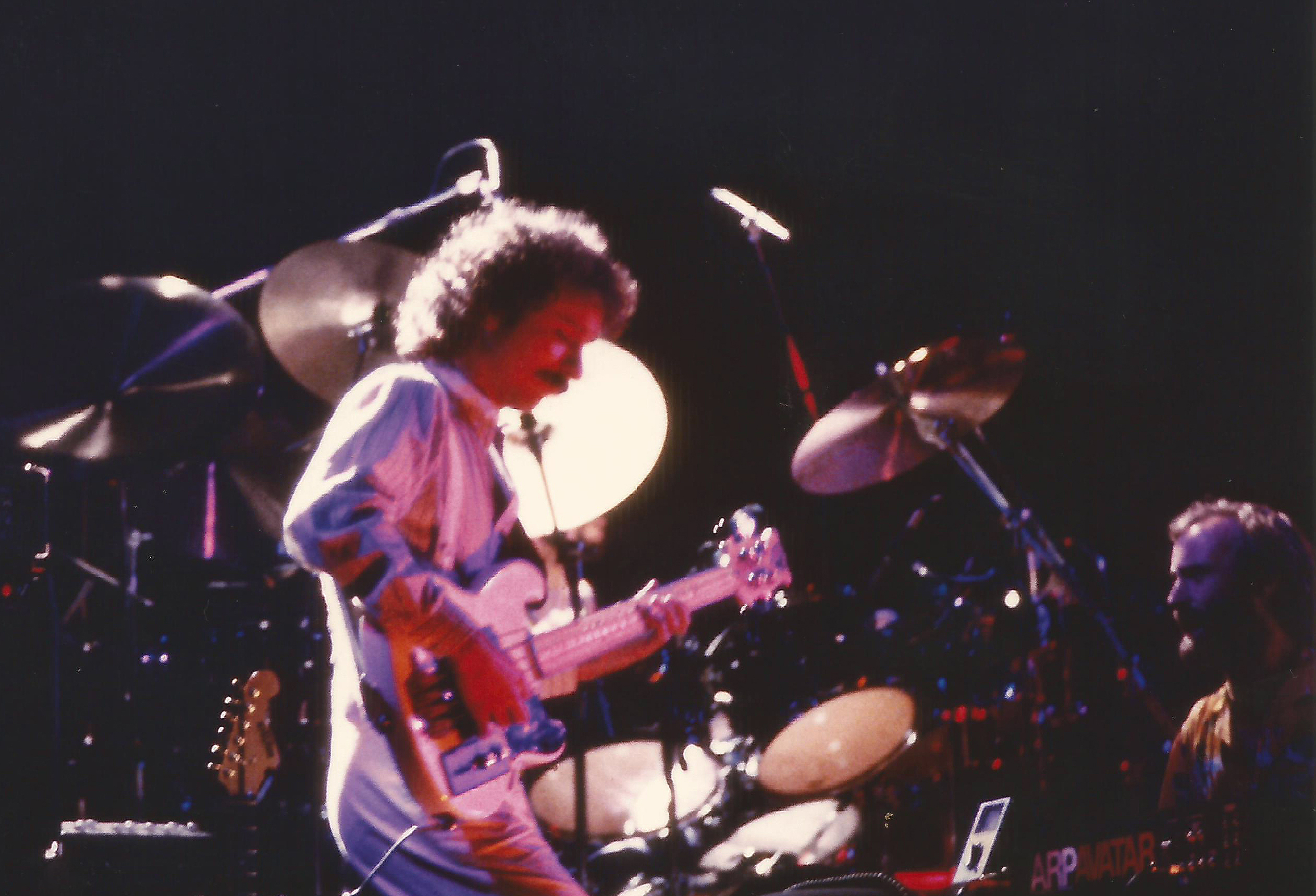
En concert avec Genesis en 1980

Stuermer enregistre six albums solo : Steppin' Out, Live and Learn, Another Side of Genesis, Waiting in the Wings, Retrofit, et Go!.
Il sort en 2002, un album live intitulé Sweetbottom Live The Reunion, enregistré au Shank Hall à Milwaukee, Wisconsin avec les membres de son premier groupe, Sweetbottom.
Diplômé à St Francis, il retourne dans sa ville natale à l'été 2002 pour y donner un concert gratuit.
Son album Go! sort en début d'année 2007. Il contient beaucoup de titres écrits à l'époque de Sweetbottom. Plusieurs artistes collaborent à sa réalisation, dont Alphonso Johnson, Kostia, John Calarco et Eric Hervey.
En 2008, Daryl rencontre l'ex-batteur du groupe The Musical Box, Martin Levac, qui reprend des chansons de Phil Collins avec Genesis. Daryl invite Martin à faire partie de son projet Genesis Rewired, avec lequel il fait une tournée en 2009. Puis, en 2015, Martin invite Daryl à jouer sur une chanson, I am sorry sur son album 1985.
En novembre et décembre 2020, Daryl Stuermer accompagne de nouveau le groupe Genesis dans le cadre de sa tournée The Last Domino? Tour au Royaume-Uni. Mais, du fait de la pandémie de Covid-19, la tournée est reportée une première fois en avril 2021, puis une seconde fois en octobre et novembre 2021 (Royaume-Uni, Irlande, États-Unis, Canada), suivie d'une mini-tournée européenne au printemps 2022.

## Matériel
Stuermer joue sur Fender Stratocaster durant la plus grande partie de sa carrière avec Phil Collins et Genesis. Ses guitares principales sont une Candy Apple Red et une 3-Tone Sunburst, mais il joue également du banjo sur la chanson de Phil Collins The Roof Is Leaking.
En plus de ses Fender Stratocaster utilisées avec Collins et Genesis, il joue sur une basse Gibson Thunderbird et sur une guitare électrique Ibanez en 1978. Il a ensuite changé pour une Suntech SA-MFSC type Stratocaster (1980-1983), une basse Shergold (1980), une Fender Precision Bass (1981-1982), une guitare Roland G-303 (1983-1984), une basse Strata (premier nom de la marque Status Graphite) (1983-84), une basse Steinberger XL2 et une guitare Steinberger GL2 (1986-1987), une basse Yamaha TRB-4 (1992) et une basse Lakland Skyline (2007).
Depuis 2007 il utilise principalement une guitare électrique Godin LGXT, une Godin DS-1 (Daryl Stuermer Custom Signature Model), une Godin Montreal Premier, une Sadowsky Nylon String Electric, une Fender American Standard Stratocaster et une Fender Eric Clapton Signature Stratocaster.
Côté amplification, Daryl Stuermer utilise, depuis le début des années 2000, un ampli Mesa Boogie Mark 1 Reissue Combos et un ampli Godin Acoustic Solutions.

## Discographie

### Albums solo
- Steppin' Out (1987)[13]
- Live & Learn (1998)[14]
- Another Side of Genesis (2000)[15]
- Waiting in the Wings (2001)[16]
- Sweetbottom Live the Reunion (2003)[17]
- Retrofit (2004)[18]
- The Nylon String Sampler (2005)[19]
- Rewired - The Electric Collection (2006)[20]
- Go! (2007)[21] - Avec Leland Sklar.
- Jimmy the Greek Lives (2009)

### Jean-Luc Ponty
- Aurora (1975)[22]
- Imaginary Voyage (1976)[23]
- Enigmatic Ocean (1977)[24]
- Civilized Evil (1981)[25]

### George Duke
- I Love The Blues She Heard me Cry (1975)[26]
- Liberated Fantasies (1976)[27]

### Genesis
- Three Sides Live (1982)[28]
- Live at Knebworth (1990)[29]
- The Way We Walk Vol 1 (1992)[30]
- The Way We Walk Vol 2 (1993)[31]
- Live Over Europe 2007 (2007)[32]

### Phil Collins

#### Albums studio
- Face Value (1981)
- Hello, I Must Be Going (1982)[33]
- No Jacket Required (1985)[34]
- ...But Seriously (1989)[35]
- Dance Into The Light (1996)[36]
- Testify (2002)[37]

#### Albums live
- Serious Hits... Live! (1990)[38]
- A Hot Night In Paris (1998)[39]

#### DVD
- Phil Collins: Roseland Ballroom (2010)

#### Compilations
- 12"ers (1987)
- Hits (1998)
- The Platinum Collection (2004) - Coffret 3 CD
- Love Songs: A Compilation… Old and New (2004)
- The Singles (2016) - Coffret 3 CD
- Take A Look At Me Now... (The Complete Albums Box) - Coffret de tous les albums studio de Phil Collins. (2016)
- Plays Well With Others (2018) - Coffret de sessions réalisées par Phil Collins avec d'autres artistes et groupes.
- Other Sides - (2018) - (Compilation de 18 titres inclus faces B enregistrées entre 1981 et 2003 + démos)
- Remixed Sides - (2019) - (Compilation de 18 titres remixés)

### Mike Rutherford
- Acting Very Strange (1982)[40]

### Tony Banks
- The Fugitive (1983)[41]
- Still (1991)[42]
- Strictly Inc (1995)[43]

### Anni-Frid Lyngstad (Frida d'ABBA)
- Something Going on (1982)

### Philip Bailey
- Chinese Wall (1984)[44]

### Joan Armatrading
- The Key (1984)[45] - Avec Tony Levin, Adrian Belew, Larry Fast, Mel Collins, Stewart Copeland, Jerry Marotta, etc.

### Collaborations
- Sur le single Wildest dreams (1985) de Marilyn Martin[46].
- 1985 (2015) de Martin Levac - Guitare sur la chanson I am sorry.